# پروکائین بنزیل‌پنی‌سیلین
پروکائین بنزیل‌پنی‌سیلین (انگلیسی: Procaine benzylpenicillin) که با نام پنی سیلین جی پروکائین نیز شناخته می‌شود، یک آنتی‌بیوتیک از دسته پنی سیلین‌ها است که در درمان بیماری‌های ناشی از باکتری‌های بیماری‌زا کاربرد دارد. این دارو به‌طور اختصاصی در درمان سیفلیس، سیاه‌زخم، عفونت های دهان, سینه‌پهلو، دیفتری، سلولیت (عفونت بافت) و گاز گرفتگی حیوانات کاربرد داشته و به صورت تزریق عضلانی مصرف می‌شود.
پروکائین بنزیل‌پنی‌سیلین در سال ۱۹۴۸ جهت مصرف درمانی معرفی گردید و هم اکنون در فهرست داروهای ضروری سازمان جهانی بهداشت قرار دارد.

## عوارض جانبی
شامل اختلال انعقاد خون، حمله صرع و واکنش‌های آلرژیک شامل آنافیلاکسی می‌شود.